# Буцик, Джонни
Джон Пол Бу́цик (англ. John Paul Bucyk; род. 12 мая 1935, Эдмонтон, Альберта, Канада), известный как Джонни Буцик — бывший канадский хоккеист, нападающий, член Зала хоккейной славы. Буцик провёл в Национальной хоккейной лиге 23 сезона в составе клубов «Детройт Ред Уингз» и «Бостон Брюинз».

## Биография

### Детство
Джонни Буцик родился в Эдмонтоне в бедной семье украинских эмигрантов. Мать Параскева работала на двух работах, отец Семён долгое время был безработным и умер, когда Джонни было 10 лет. Джонни впервые встал на коньки в возрасте 12 лет.

### Игровая карьера
Буцик был квалифицированным левым нападающим с довольно большими для его времени габаритами. Хотя он никогда не рассматривался как один из лучших игроков на своей позиции (пребывая в тени своих суперзвёздных современников Бобби Халла и Фрэнка Маховлича), ему удалось провести длинную и успешную карьеру. На момент завершения карьеры Буцик занимал четвёртое место среди всех игроков по заработанным очкам и третье место — по количеству проведённых матчей за карьеру в НХЛ. Несмотря на репутацию силового форварда, Буцик играл очень чисто и был обладателем Леди Бинг Трофи за честную игру в 1971 и 1974 годах.
Буцик провёл четыре года, играя в юношеский хоккей в своем родном Эдмонтоне за клубы «Эдмонтон Ойл Кингз» и «Эдмонтон Флайерз» из Западной хоккейной лиги (WHL), после чего в 1955 году подписал контракт с клубом НХЛ «Детройт Ред Уингз». Два года спустя, в 1957-м, он был обменян в «Бостон Брюинз» на Терри Савчука, одного из лучших вратарей того времени. В «Бостоне» Буцик мгновенно стал игроком звёздного уровня, играя в так называемом Uke Line, то есть «украинском звене», вместе со своими партнерами Виком Стасюком и Бронко Хорватом. Буцик помог Хорвату закончить сезон 1957-58 с пятым показателем по очкам в лиге, а сезон 1959-60 — со вторым, с равным с Бобби Халлом из «Чикаго Блэкхокс» количеством голов.
Впрочем, в 60-х годах «Бостон» переживал нелучшие времена, закончив на последнем месте в лиге пять сезонов подряд. В этот период Буцик играл в основном в одном звене с центральным нападающим Мюрреем Оливером и правым крайним Томми Уильямсом и смог стать первым в команде по очкам в нескольких сезонах. Когда «Брюинз» стали грозной силой в конце 60-х, Буцик, к тому времени ставший капитаном команды, переживал вторую молодость. Он выдал несколько отличных сезонов, включая сезон 1970-71, в котором смог забросить 51 шайбу, а также помог команде выиграть два Кубка Стэнли — в 1970 и 1972 годах. Буцик был одним из членов устрашающей бригады большинства «Бостона», включавшей в себя Фила Эспозито, Джона Маккензи, Бобби Орра и Фреда Стэнфилда.
В своём предпоследнем сезоне Буцик уступил капитанство Уэйну Кэшмену на то время, пока лечился от травмы. Он завершил свою карьеру после сезона 1977-78, после окончания которого «Бостон» вывел из обращения игровой номер 9, под которым выступал Буцик. В составе «Бостон Брюинз» Буцик забросил 545 шайб, больше, чем кто бы то ни было в истории «Брюинз». Только Рэю Бурку впоследствии удалось превзойти показатели Буцика по голевым передачам и очкам в составе «Бостона».
Буцик по-прежнему связан с «Бостоном». Он является одним из администраторов команды, иногда также исполняет обязанности комментатора. Его имя было выгравировано на Кубке Стэнли в третий раз в 2011 году, его 53-м сезоне в системе «Бостон Брюинз».
Буцик был включён в Зал хоккейной славы в 1981 году.

## Статистика
| 1951–52     | Эдмонтон Ойл Кингз | WCJHL       | —    | —   | —   | —    | —   | 1   | 0  | 0  | 0   | 0  |
| 1952–53     | Эдмонтон Ойл Кингз | WCJHL       | 39   | 19  | 12  | 31   | 24  | 12  | 5  | 1  | 6   | 14 |
| 1953–54     | Эдмонтон Ойл Кингз | WCJHL       | 33   | 29  | 38  | 67   | 38  | 21  | 28 | 17 | 45  | 30 |
| 1953–54     | Эдмонтон Флайерз   | WHL         | 2    | 2   | 0   | 2    | 2   | —   | —  | —  | —   | —  |
| 1954–55     | Эдмонтон Флайерз   | WHL         | 70   | 30  | 58  | 88   | 57  | 9   | 1  | 6  | 7   | 7  |
| 1955–56     | Эдмонтон Флайерз   | WHL         | 6    | 0   | 0   | 0    | 9   | —   | —  | —  | —   | —  |
| 1955–56     | Детройт Ред Уингз  | НХЛ         | 38   | 1   | 8   | 9    | 20  | 10  | 1  | 1  | 2   | 8  |
| 1956–57     | Детройт Ред Уингз  | НХЛ         | 66   | 10  | 11  | 21   | 41  | 5   | 0  | 1  | 1   | 0  |
| 1957–58     | Бостон Брюинз      | НХЛ         | 68   | 21  | 31  | 52   | 57  | 12  | 0  | 4  | 4   | 16 |
| 1958–59     | Бостон Брюинз      | НХЛ         | 69   | 24  | 36  | 60   | 36  | 7   | 2  | 4  | 6   | 6  |
| 1959–60     | Бостон Брюинз      | НХЛ         | 56   | 16  | 36  | 52   | 26  | —   | —  | —  | —   | —  |
| 1960–61     | Бостон Брюинз      | НХЛ         | 70   | 19  | 20  | 39   | 48  | —   | —  | —  | —   | —  |
| 1961–62     | Бостон Брюинз      | НХЛ         | 67   | 20  | 40  | 60   | 32  | —   | —  | —  | —   | —  |
| 1962–63     | Бостон Брюинз      | НХЛ         | 69   | 27  | 39  | 66   | 36  | —   | —  | —  | —   | —  |
| 1963–64     | Бостон Брюинз      | НХЛ         | 62   | 18  | 36  | 54   | 36  | —   | —  | —  | —   | —  |
| 1964–65     | Бостон Брюинз      | НХЛ         | 68   | 26  | 29  | 55   | 24  | —   | —  | —  | —   | —  |
| 1965–66     | Бостон Брюинз      | НХЛ         | 63   | 27  | 30  | 57   | 12  | —   | —  | —  | —   | —  |
| 1966–67     | Бостон Брюинз      | НХЛ         | 59   | 18  | 30  | 48   | 12  | —   | —  | —  | —   | —  |
| 1967–68     | Бостон Брюинз      | НХЛ         | 72   | 30  | 39  | 69   | 8   | 3   | 0  | 2  | 2   | 0  |
| 1968–69     | Бостон Брюинз      | НХЛ         | 70   | 24  | 42  | 66   | 18  | 10  | 5  | 6  | 11  | 0  |
| 1969–70     | Бостон Брюинз      | НХЛ         | 76   | 31  | 38  | 69   | 13  | 14  | 11 | 8  | 19  | 2  |
| 1970–71     | Бостон Брюинз      | НХЛ         | 78   | 51  | 65  | 116  | 8   | 7   | 2  | 5  | 7   | 0  |
| 1971–72     | Бостон Брюинз      | НХЛ         | 78   | 32  | 51  | 83   | 4   | 15  | 9  | 11 | 20  | 6  |
| 1972–73     | Бостон Брюинз      | НХЛ         | 78   | 40  | 53  | 93   | 12  | 5   | 0  | 3  | 3   | 0  |
| 1973–74     | Бостон Брюинз      | НХЛ         | 76   | 31  | 44  | 75   | 8   | 16  | 8  | 10 | 18  | 4  |
| 1974–75     | Бостон Брюинз      | НХЛ         | 78   | 29  | 52  | 81   | 10  | 3   | 1  | 0  | 1   | 0  |
| 1975–76     | Бостон Брюинз      | НХЛ         | 77   | 36  | 47  | 83   | 20  | 12  | 2  | 7  | 9   | 0  |
| 1976–77     | Бостон Брюинз      | НХЛ         | 49   | 20  | 23  | 43   | 12  | 5   | 0  | 0  | 0   | 0  |
| 1977–78     | Бостон Брюинз      | НХЛ         | 53   | 5   | 13  | 18   | 36  | 4   | 0  | 0  | 0   | 0  |
| Всего в НХЛ | Всего в НХЛ        | Всего в НХЛ | 1540 | 556 | 813 | 1369 | 497 | 124 | 41 | 62 | 103 | 42 |

## Достижения и факты
- Буцик занимает 29-е место по количеству голов за карьеру, 27-е по количеству очков за карьеру, 17-е по количеству проведённых матчей в регулярных чемпионатах НХЛ (данные на начало сезона 2024/25)
- На момент окончания карьеры — лучший по очкам за карьеру среди левых нападающих. Рекорд побит Люком Робитайлом.
- Обладатель Леди Бинг Трофи в 1971 и 1974 годах.
- Обладатель Лестер Патрик Трофи за вклад в хоккей США в 1977 году.
- Участник Матча всех звёзд НХЛ в 1955, 1963, 1964, 1965, 1968, 1970 и 1971 годах.
- Лучший в истории «Бостон Брюинз» по количеству голов и количеству матчей за клуб подряд; второй после Рэя Бурка по количеству матчей, голевых передач и очков за клуб.
- Являлся самым старшим игроком, кому удалось забросить 50 шайб за сезон (51 в сезоне 1970-71) — в возрасте 35 лет до сезона 2021-22
- Является самым старшим игроком, кому удалось забросить 50 или более шайб за сезон впервые в карьере (1970-71).